# 골든 드래곤 GD
골든 드래곤 GD(영어: Golden Dragon GD)는 중국의 버스 제조사인 골든 드래곤의 XML6115CK 모델을 기반으로 제작된 전기 저상버스이다.

## 보유 중인 업체
- 가야IBS, 김해BUS, 동부교통, 태영고속